# 1928년 하계 올림픽 루마니아 선수단
루마니아는 1928년 5월 17일부터 8월 12일까지 네덜란드 암스테르담에서 열린 제9회 하계 올림픽에 참가했다.